# Colombie aux Jeux olympiques d'été de 1976
La Colombie participe aux Jeux olympiques d'été de 1976 qui se déroulent du 17 juillet au 1er août 1976 à Montréal au Canada. Il s'agit de sa neuvième participation à des Jeux d'été. Lors de cette édition, elle n'y remporte aucune médaille.